# Walt Disney Television
Pour les articles homonymes, voir Walt Disney Television (société de production).
Walt Disney Television est une filiale de la division Disney Media Networks de Walt Disney Company regroupant les possessions de Disney dans le domaine de l'industrie de la télévision de loisirs et d'information. Elle gère la production, la diffusion et les revenus des programmes de télévision et de radio des différentes filiales de Disney.
Initialement Capital Cities/ABC Inc., renommée ABC Group en 1996 puis Disney–ABC Television Group en 2004, la filiale prend son nom actuel avec l'acquisition de 21st Century Fox par Disney, en 2019.

## Historique

Ancien logo.

### 1996-2008: Rapprochement d'ABC et Disney
La société Disney-ABC Television Group est créée en 1996 avec le rachat d'ABC par Disney.
Le 25 février 1999, Robert Iger devient de PDG d'ABC Group et président de Walt Disney International.
Le 8 juillet 1999, avec la création du ABC Entertainment Television Group, Disney regroupe le Walt Disney Television Studio, les Buena Vista Television Productions et l'ABC's Prime Time Division sous la même direction.
Le 24 janvier 2000, la chaîne câblée SOAPnet spécialisée dans les soap operas est lancée.
Le 18 juin 2005, Disney et Sony lancent FilmFlex, un service de VOD au Royaume-Uni. Le 12 octobre 2005, Disney lance sur iTunes le téléchargement des épisodes des séries d'ABC et Disney Channel. Le 19 octobre 2005, le groupe annonce la nouvelle organisation de son département Communications en six groupes.
Le 26 octobre 2006, le groupe a signé un accord avec BSkyB pour développer l'offre de chaîne sur le réseau numérique de Sky. Ainsi les chaînes :
- Disney Cinemagic et ESPN Classic seront diffusées sur le réseau numérique
- Disney Channel et Playhouse Disney seront intégrées au bouquet optionnel pour la jeunesse Kids Mix et non plus en option.
- ESPN Classic est intégré au bouquet optionnel News and Events Mix
- le contrat de diffusion de Jetix et Jetix+1 est prolongé jusqu'en 2012.

Le 22 novembre 2006, les 40 % de la chaîne E! Television détenus par Disney ont été vendus à Comcast.
Le 23 septembre 2008, le site américain de location de DVD Netflix annonce la diffusion en VOD de programmes Disney et de CBS.

### 2009-2019: la vidéo à la demande
Le 23 janvier 2009, le groupe annonce la fusion d'ABC Entertainment et ABC Studios. Le 27 janvier 2009, Verizon annonce l'extension de ses services de vidéo sur téléphone ave Disney, ABC et ESPN. Aussi le 27 janvier 2009, Comcast annonce le lancement du service de vidéo à la demande Disney Family Movies. Le 30 janvier 2009, le groupe annonce 200 suppressions d'emploi et 200 non-renouvellements de postes au sein des filiales d'ABC.
Le 3 août 2009, la société Netflix, concurrente de TiVo, annonce un accord de distribution avec le Disney-ABC Television Group. Le 22 septembre 2009, Disney-ABC Television Group (DATG) signe un accord avec Getty Images, cette dernière devenant l'agent pour la distribution de toutes les images détenues par DTAG. Le 22 décembre 2009, DATG annonce un partenariat avec Apple pour de la télévision payante sur iTunes, avec du contenu provenant de Disney Channel et ABC.
Le 17 mars 2010, Disney et la société britannique On Demand Group annoncent de la VOD sur le réseau britannique de téléphonie mobile 3 filiale de Hutchison Whampoa. Le 26 mai 2010, Disney annonce l'arrêt de la chaîne de soap operas SOAPnet et son remplacement par une chaîne pour enfant baptisée Disney Junior pour 2012. Le 18 octobre 2010, Disney signe un accord de distribution avec le site chinois Youku. Le 21 octobre 2010, Disney avertit qu'elle bloquera le service Google TV. Le 1er novembre 2010, Disney annonce que la distribution de films (Walt Disney Studios Distribution) et de séries télévisées (Disney-ABC Television Group) sur support et sur internet sera gérée par une même entité de Disney Media Networks,. La filiale spécialisée dans la distribution télévisuelle est nommée Disney Media Distribution. Le 8 décembre 2010, la société Netflix annonce une extension de son accord de distribution avec le Disney-ABC Television Group.
Le 21 mars 2011, ABC lance un service de vidéo à la demande au Portugal avec Zon Videoclube. Le 4 avril 2011, Disney et Free lancent en France Disneytek et ABCtek deux services de vidéos à la demande,,. Le 5 avril 2011, Disney annonce le lancement avec Vodafone en Allemagne d'un service de vidéo à la demande des programmes ABC. Le 18 avril 2011, Virgin Media signe un contrat avec Disney et Paramount pour du contenu à la demande en 3D. Le 10 juin 2011, Disney et le site de vidéo en ligne Lovefilm signent un contrat de distribution pour l'Allemagne.
Le 6 juillet 2011, Disney et Telecom Italia lancent un catalogue de vidéo à la demande sur la plateforme de Télévision IP Cubovision. Le 1er septembre 2011, Disney annonce lancer en France un service de vidéo à la demande proposant les épisodes 24 heures après leurs diffusions américaines. Le 26 septembre 2011, la société brésilienne NetMovies signe un contrat avec Disney pour des vendre des vidéos en streaming ou sur support DVD et Blu-ray livré à domicile. Le 28 septembre 2011, la chaîne américaine Telemundo obtient les droits de diffusion en espagnol de 10 films de Pixar. Le 4 octobre 2011, Disney annonce vouloir ouvrir plusieurs services de VOD en Europe à la suite des services ouverts au Royaume-Uni sur BT Vision et bientôt sur Virgin Media, en Allemagne sur Vodafone et au Portugal sur ISP Zon. Le 13 octobre 2011, le site allemand Maxdome de ProSiebenSat.1 Media ajoute 500 titres du catalogue de séries et films de Disney. Le 26 octobre 2011, Disney-ABC et Corus Entertainment annoncent le lancement au printemps 2012 d'ABC Spark, déclinaison canadienne d'ABC Family,. Le 31 octobre 2011, Disney-ABC prolonge son contrat de diffusion avec Netflix et signe un contrat similaire avec Amazon. Le 2 décembre 2011, Disney-ABC crée une nouvelle entité de production télévisuelle nommée Times Square Studios pour les productions d'ABC Daytime.
Le 4 avril 2012, Disney signe un contrat avec le britannique Blinkbox pour de la VOD. Le 14 juin 2012, Comcast et Disney-ABC Television Group lancent aux États-Unis, 3 applications iOS pour regarder en direct ou à la demande les émissions des chaînes Disney Channel, Disney XD et Disney Junior : Watch Disney. Le 6 juillet 2012, Comcast annonce exercer son option pour vendre sa part dans A&E Network évaluée à 3 milliards d'USD, laissant Disney et Hearst copropriétaire avec 50 % chacun. Le 30 juillet 2012, la Federal Trade Commission valide la vente par Comcast de sa participation dans A&E Network. Le 2 août 2012, Peter Seymour est nommé vice-président et CFO du Disney-ABC Television Group. Le 12 septembre 2012, Disney signe avec Telefónica, seul fournisseur internet tchèque un accord de vidéo à la demande.
Le 15 janvier 2013, Disney et AT&T signent un contrat augmentant l'offre de contenu Disney-ABC-ESPN sur U-verse. Le 16 janvier 2013, Disney choisit la start-up upLynk pour diffuser son contenu vidéo sur toutes les plateformes,. Le 29 janvier 2013, Disney-ABC signe un contrat avec LoveFilm filiale d'Amazon pour diffuser des séries d'animation de Marvel au Royaume-Uni et en Irlande. 21 février 2013, British Sky Broadcasting et Disney-ABC Television Group annoncent qu'une nouvelle chaîne Sky Movies Disney remplacera Disney Cinemagic à compter du 28 mars 2013,. Le 22 février 2013, Le service allemand KabelKiosk d'Eutelsat annonce l'ajout de service de VOD Disney-ABC et de Discovery. Le 9 mai 2013, Netflix annonce un partenariat avec le Disney-ABC Television Group pour être le seul distributeur américain à diffuser en streaming des séries de Disney XD et Disney Junior. Le 12 mai 2013, Disney-ABC Television Group lance Watch ABC, la déclinaison pour ABC du concept lancé avec Watch ESPN et Watch Disney, ABC devenant le premier grand réseau national à offrir ce service,. Cette application permet dès le 14 mai de regarder les programmes de New York (WABC-TV) et Philadelphie (WPVI-TV), puis pour l'automne 2013 les autres chaînes détenues par ABC ainsi que les stations affiliées détenues par Hearst,. Les abonnés des cablo-opérateurs et satellite ont accès dès le 1er juillet 2013. Une déclinaison Watch ABC Family est prévue pour 2014. Le 15 mai 2013, SingTel annonce le lancement le 1er juin 2013 des chaînes Disney Channel, Disney Junior et Disney XD sur son service mio TV en anglais et mandarin. Le 17 juin 2013, Disney-ABC signe un contrat avec LoveFilm filiale d'Amazon pour diffuser des films d'animation de Disney au Royaume-Uni et en Irlande, après des séries d'animation Marvel en janvier. Le 21 août 2013, le groupe annonce la suppression de 175 personnes soit 2 % de ses effectifs. Le 7 octobre 2013, Disney Media Distribution et le hongrois Fuso Ecosystem lancent un service de VOD en Hongrie. Le 4 décembre 2013, Modern Times Group prolonge son contrat de diffusion en Scandinavie des chaines de Disney sur ses services Viasat et Viaplay avec Disney Nordic. Le 23 décembre 2013, Sky D prolonge son contrat avec Disney pour la distribution des chaînes Disney et de la vidéo à la demande pour les films Lucasfilm, Marvel et Disney-Pixar. Le 27 décembre 2013, Disney signe un contrat avec Tricolor TV pour diffuser des films et des séries sur la plateforme russe SuperKino HD.
Le 5 janvier 2014, Disney-ABC annonce le lancement d'un service de streaming associé aux émissions d'ABC Family nommé Watch ABC Family ainsi que l'application dédiée. Le 15 février 2014, Disney-ABC accorde un contrat d'exclusivité à Netflix pour la série Star Wars: The Clone Wars de Lucasfilm Animation et une sixième saison avant le lancement en 2015 des productions Marvel Television et en 2016 de la diffusion en streaming des studios Disney. Le 17 février 2014, Quickflix (équivalent australien de Netflix) annonce avoir signé des contrats de vidéo à la demande avec Disney-ABC au travers de Disney Australia, NBCUniversal et BBC Worldwide. Le 23 février 2014, Telefónica de Argentina signe un contrat de vidéo à la demande avec Disney-ABC. Le 11 mars 2014, Anne Sweeney annonce son départ du poste de coprésidente de Disney Media Networks et présidente de Disney-ABC Television Group pour janvier 2015. Le 2 juin 2014, Disney-ABC ajoute la chaîne Disney Junior en Español au bouquet d'applications Watch Disney et lance qu'une application de dessins en espagnol. Le 17 décembre 2014, Disney renégocie son contrat avec Hulu et ajoute deux nouvelles séries X-Men et Resurrection.
Le 9 février 2015, Dish TV propose un service nommé Sling TV à 20 $ par mois avec un bouquet réduit d'une douzaine de chaînes comprenant toutefois ESPN, Disney Channel, ABC Family, AMC, CNN et Galavision. Le 12 mars 2015, Disney-ABC et Yahoo! annoncent développer leur collaboration dans le domaine de l'information et la télévision,. Le 11 avril 2015, Albert Cheng, vice-président du Disney-ABC Television Group et directeur du contenu numérique annonce son départ,,. Le 12 juin 2015, Disney-ABC] annule son projet de sous-traiter son service informatique et de licencier 35 personnes. Le 6 octobre 2015, le groupe annonce un changement d'identité complet pour la chaine ABC Family qui deviendra Freeform dès janvier 2016 avec un nouveau style, nouveau nom et une nouvelle cible, les adolescents plutôt que la famille, mais elle conservera ses séries en cours et celles prévues.
Le 13 janvier 2016, Ben Sherwood (en) prend ses fonctions de co-président de Disney Media Networks et président du Disney-ABC Television Group à la place d'Anne Sweeney,. Le 16 juin 2016, Hulu signe un accord avec le Disney-ABC Television Group lui permettant de diffuser en streaming plus de 500 épisodes et plus de 20 films originaux de Disney Channel, Disney Junior et Disney XD. Le 16 septembre 2016, l'ancien directeur de Warner Bros. Bruce Rosenblum est nommé directeur des opérations du Disney-ABC Television Group,,,. Le 21 décembre 2016, Disney-ABC Television Group signe un accord avec Snap pour produire des émissions pour l'application Snapchat, la première étant un supplément de The Bachelor,.
Le 25 janvier 2017, Variety annonce que Disney Media Networks pourrait fusionner les services de ventes d'espaces publicitaires du groupe en une entité unique (ABC, Disney et Freeform) comme ses concurrents. Le 8 février 2017, Disney Media Networks restructure ses services de ventes d'espaces publicitaires du Disney-ABC Television Group en une entité unique pour ABC, Disney et Freeform, à l'instar des autres groupes de média, sous la direction de Rita Ferro,,,. Le 24 avril 2017, Disney-ABC annonce avoir obtenu un accord avec 160 affiliés locaux d'ABC pour négocier en leur nom des contrats de streaming, offrant un taux de diffusion de 90 % des habitations à ABC,,. Le 15 mai 2017, Disney crée Disney Difference une régie publicitaire qui permet aux annonceurs d'utiliser les chaînes du Disney-ABC Television Group, d'ESPN et les studios cinématographiques Disney mais aussi l'ensemble des filiales de Disney comme les parcs et les produits de consommations. Le 29 juin 2017, Disney-ABC Television Groupannonce une augmentation des réservations d'espaces publicitaires de 3 à 5 %, chiffres rarement présentés parles chaînes et indiquant une meilleure santé du secteur. Les revenus 2016 pour la réservation publicitaire des primetimes étaient estimé par Variety entre 1,7 et 1,96 milliard d'USD, ils seraient donc pour 2017 de l'ordre de 1,75 à 2,06 milliards. Le 12 octobre 2017, Disney-ABC TV prévoit de supprimer 200 postes sur 10 000,,.
Le 14 mai 2018, le site Datanami détaille les choix techniques derrière l'offre de streaming du Disney-ABC Television Group (Voir ci-dessous).

### 2018-2019: Fusion avec Fox et renommage
Le 5 septembre 2018, Disney nomme Rita Ferro à la tête d'une filiale commune commercialisant les publicités sur Disney/ABC et ESPN, en prévision du départ à la retraite d'Ed Erhardt d'ESPN en 2019,. Le 28 septembre 2018, Disney élargit la responsabilité de Rita Ferro à toutes les formes de publicités des vidéos pour les chaînes de télévisions aux bannières pour applications mobiles.
Le 28 mars 2019, le Disney-ABC Television Group annonce une représentation commune pour la commercialisation des espaces publicitaires de l'ensemble d'ABC, ESPN, FX, Nat Geo et Disney sous la direction de Rita Ferro.

## Les entités et organisation (avant 2019)
Les informations suivantes sont extraites de descriptif officiel de la société.

### Le groupe ABC Television Network
ABC Television Network parfois nommé American Broadcasting Company regroupe les
- 225 stations aux États-Unis
- ABC News est la société de production de contenu informatif pour la télévision, la radio et internet
- ABC Kids gère les programmes jeunesses d'ABC
- ABC Daytime gère les programmations de la journée.
- ABC Entertainment

Disney a aussi diversifié son offre à l'international avec par exemple ABC1 une chaîne généraliste lancée en 2004 en Angleterre mais stoppée en 2007.

### La syndication et la production télévisée
- Walt Disney Television Animation production de dessins animés Disney pour la télévision
- Walt Disney Television International
- Buena Vista Productions un studio de productions télé.
- Disney-ABC Domestic Television (pour les États-Unis)
- Disney-ABC International Television (pour l'international programmes diffusés sur 1300 chaînes de 240 pays)
- ABC Studios ex-Touchstone Television
- Disney Media Distribution, regroupant la distribution cinématographique Walt Disney Studios Distribution et son équivalent télévisuel du Disney-ABC Television Group

### Le Disney-ABC Cable Network Group
Les Disney-ABC Cable Network Group développe et gère les abonnements des réseaux câblés des différentes filiales de Disney 
- Freeform (anciennement ABC Family)
- Disney Channel Worldwide (ex Walt Disney Television) comprenant
  - Disney Channel (25 chaînes)
  - Disney XD
  - Disney Junior
  - Jetix
  - Hungama
  - Le réseau Radio Disney associé à ce groupe depuis juillet 2006
- les chaînes détenues de manière plus ou mois importante.
  - SOAPnet, Lifetime, A&E Network

Disney a revendu fin novembre 2006 à Comcast ses parts dans E! Entertainment.

### Anciennes chaînes
- - Toon Disney (9 chaînes)
  - Playhouse Disney
  - Disney Cinemagic

### Le département  Communications
Voici l'organisation du groupe vu au travers de la restructuration du département Communications annoncée le 19 octobre 2005.
- Entertainment Communications pour ABC Entertainment, Touchstone Television, ABC Daytime, ABC Family et SOAPnet.
- Communications Resources
- Kids Communications pour Disney Channel, Toon Disney, Jetix, Playhouse Disney, ABC Kids et Disney Television Animation
- News Communications pour ABC News
- Corporate Communications
- International Communications

## Infrastructure
Un article du 14 mai 2008 du site Datanami (spécialisé dans les solutions Big data) développe les solutions techniques derrière l'offre de streaming du Disney-ABC Television Group (DATG), responsable de produire et délivrer le contenu des réseaux ABC Television, ABC News, ABC Entertainment, Disney Channels au niveau nord-américain comme international. Lors d'une conférence à San José (Californie), le directeur des données du DATG explique avoir choisi la solution Amazon Kinsesis d'Amazon Web Services, mais l'a adapté à ses besoins, par exemple en poussant les données dans Amazon Redshift (en) et en écrivant des fonctions dédiées en AWS Lambda (en) pour réduire les latences. Le principal besoin de DATG est de collecter le plus de données possible afin de comprendre les usages des utilisateurs en temps réel et d'offrir des services personnalisés tant pour les spectateurs que les annonceurs. Pour la base de données DATG a choisi MemSQL (en) car Amazon Aurora (en) était limité à 64 TB et ce choix a influencé l'utilisation de Looker pour l'interface de recherche et d'analyse. Afin de partager ses données avec les autres divisions de Disney, une interface a été créée entre MemSQL et Apache Spark avec la création de donnés au format Apache Parquet. Le système est capable aussi de suivre les taux d'échanges et de détecter les problèmes de bandes passantes mais aussi de modifier dynamiquement l'application de navigation en fonction des usages. Un système d'apprentissage automatique est couplé à l'infrastructure afin d'aider les spectateurs dans leurs consommations de contenu.